# Myslinka
Myslinka település Csehországban, a Észak-plzeňi járásban. Myslinka Nýřany, Kozolupy, Tlučná és Bdeněves településekkel határos. Lakosainak száma 272 fő (2024. január 1.).

## Népesség
A település lakosságának változását az alábbi diagram mutatja:
| Lakosok száma | 195  | 242  | 248  | 175  | 176  | 144  | 188  | 201  | 215  | 272  |
|               | 1869 | 1900 | 1921 | 1961 | 1980 | 2011 | 2016 | 2019 | 2021 | 2024 |